# Opus citatum

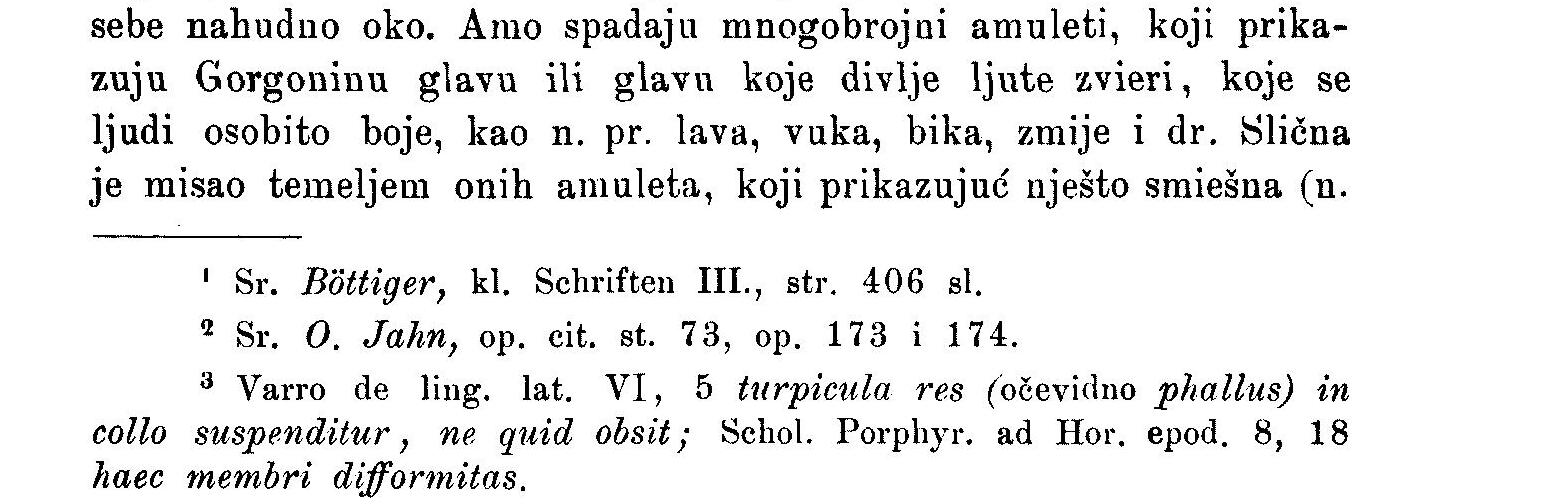
Une note de bas de page avec op. cit. dans un texte universitaire croate écrit par Franjo Maixner en 1879.

Opus citatum est une locution latine qui signifie « œuvre citée » ou « ouvrage cité » ; sa forme ablative est opere citato, littéralement « dans l'œuvre citée » ou « dans l'ouvrage cité ». Cette locution est utilisée, en général dans leur forme abrégée op. cit., pour faire une référence à un livre du même auteur déjà cité auparavant. On la trouve généralement dans des notes de bas de page ou dans une section références en fin d'ouvrage. Elle est très utilisée dans les publications universitaires au XIXe siècle et XXe siècle, avant que son usage ne soit progressivement déconseillé par les différents guides typographiques.

## Utilisation
En France, le Lexique des règles typographiques en usage à l'Imprimerie nationale indique qu’on utilise cette abréviation si l’ouvrage a été cité précédemment, mais à un endroit assez éloigné. Si l’ouvrage auquel on fait référence est cité immédiatement avant, on utilise alors la locution ibidem (abrégée en Ibid. ou ib.) sans préciser l'auteur.

### Exemple
[1] Polochon P., Taie. Ø., Plume R., La Qualité du sommeil,  éd. Sommeil, 1991, p. 133.
[2] Ibid., p. 205.
[3] Feather. B., Sleep Well, Pillow Press ed., 1988, p. 33.
[4] Polochon P., op. cit., p. 12.

## Histoire
L'apparition de la locution latine op. cit. a lieu avec le développement, au XVIIIe siècle, des notes de bas de pages dans les livres imprimés. Elle suit l'apparition de l'abréviation Ibid. pour ibidem, « au même endroit ». À cette époque, le latin est largement utilisé dans les publications scientifiques. On trouve une trace de op. cit. dans les Philosophical Transactions of the Royal Society paru au Royaume Uni en 1833, puis l'abréviation fait partie des règles de la première édition de The Chicago Manual of Style en 1906. Pendant plusieurs années (1919-1927), ce même manuel de style indique que op. cit. peut également être remplacée par a.a.O, am angezeigten Orte en allemand, avant de retirer cette possibilité.
En 1969, le Chicago Manual of Style recommande de ne plus utiliser op. cit., car son emploi nécessite des aller et retours entre les différentes pages (par exemple, si la référence n°95 contient un op. cit. vers un ouvrage cité en entier dans la référence n°2) et que des confusions entre plusieurs ouvrages écrits par le même auteur peuvent avoir lieu.
En 1998, le MLA Style Manual, autre manuel de style très utilisé dans les publications universitaires anglophones, déconseille l'utilisation des locutions Ibid. et op. cit.

## Critiques
L'abréviation op. cit.permet de gagner du temps en évitant de devoir recopier à chaque fois la référence complète. Toutefois, lorsque le texte est long et que la référence initiale se retrouve loin du nouveau passage sourcé, cela oblige à revenir plusieurs pages en arrière et peut être compliqué pour le lectorat de retrouver la source citée.